# Chaetodon collare
Chaetodon collare là một loài cá biển thuộc chi Cá bướm (phân chi Rabdophorus) trong họ Cá bướm. Loài này được mô tả lần đầu tiên vào năm 1787.

## Từ nguyên
Danh từ định danh collare trong tiếng Latinh có nghĩa là "cổ áo; vòng cổ", hàm ý đề cập đến dải trắng phía sau mắt bao quanh đầu của loài cá này.

## Phạm vi phân bố và môi trường sống
Từ Socotra, C. collare được phân bố dọc theo bờ biển phía nam bán đảo Ả Rập và vịnh Ba Tư, băng qua Maldives về phía đông đến vùng biển các nước Đông Nam Á.
Ở Việt Nam, C. collare được ghi nhận tại cù lao Chàm (Quảng Nam) và quần đảo Hoàng Sa; vịnh Nha Trang (Khánh Hòa), cù lao Câu (Bình Thuận) và quần đảo Trường Sa.
C. collare sinh sống tập trung ở những khu vực mà san hô phát triển phong phú, độ sâu đến ít nhất là 20 m; cá con có thể được nhìn thấy ở khu vực cửa sông.

## Mô tả
C. collare có chiều dài cơ thể lớn nhất được ghi nhận là 18 cm. Loài này có màu nâu; lớp vảy có màu vàng nhạt tạo thành các đường sọc xiên ở hai bên thân. Vùng mõm sẫm màu nâu đen với một dải trắng, mỏng bao quanh miệng. Một dải đen từ đỉnh đầu băng qua mắt, ngay sau là một dải trắng từ gáy kéo dài xuống ngực. Vây đuôi phần lớn có màu đỏ cam, giữa đuôi có vạch đen (liền sau đó là một vạch trắng mờ hơn), phần vây từ sọc này trở ra gần như trong suốt. Vây ngực trong suốt. Vây bụng màu nâu. Vây lưng có dải màu nâu cam ở viền ngoài, sát bên trong là một dải trắng mỏng hơn. Rìa vây hậu môn có màu cam, được viền đen.
Số gai ở vây lưng: 12; Số tia vây ở vây lưng: 25–28; Số gai ở vây hậu môn: 3; Số tia vây ở vây hậu môn: 20–22; Số tia vây ở vây ngực: 16; Số gai ở vây bụng: 1; Số tia vây ở vây bụng: 5.

## Sinh thái học

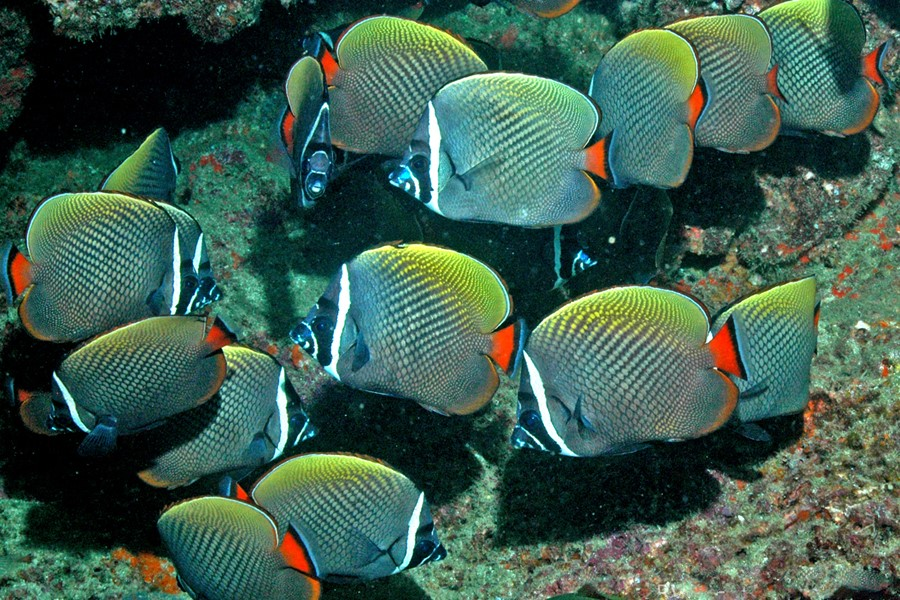
Một đàn C. collare

C. collare là loài ăn tạp, thức ăn của chúng bao gồm cua nhỏ và một số loài thủy sinh không xương sống. Tuy cũng ăn san hô nhưng C. collare không hoàn toàn phụ thuộc vào nguồn thức ăn này.
Loài này thường sống theo cặp, nhưng cũng có thể hợp thành một đàn lớn.

## Phân loại học
Dựa theo các kết quả phân tích phát sinh chủng loại phân tử, C. collare hợp thành nhóm chị em với 4 loài là Chaetodon adiergastos, Chaetodon fasciatus, Chaetodon flavirostris và Chaetodon lunula, đều nằm trong phân chi Rabdophorus.
C. collare có thể kết đôi khác loài với C. adiergastos, một điều đã được quan sát trong tự nhiên.

## Thương mại
C. collare được xuất khẩu trong ngành thương mại cá cảnh.